# Château-Chinon (Campagne)
Château-Chinon (Campagne) és un municipi francès, situat al departament del Nièvre i a la regió de Borgonya - Franc Comtat. L'any 2007 tenia 623 habitants.

## Demografia

### Població
El 2007 la població de fet de Château-Chinon (Campagne) era de 623 persones. Hi havia 291 famílies, de les quals 84 eren unipersonals (40 homes vivint sols i 44 dones vivint soles), 111 parelles sense fills, 72 parelles amb fills i 24 famílies monoparentals amb fills.
La població ha evolucionat segons el següent gràfic:
Habitants censats

### Habitatges
El 2007 hi havia 433 habitatges, 293 eren l'habitatge principal de la família, 94 eren segones residències i 45 estaven desocupats. 414 eren cases i 15 eren apartaments. Dels 293 habitatges principals, 246 estaven ocupats pels seus propietaris, 33 estaven llogats i ocupats pels llogaters i 14 estaven cedits a títol gratuït; 3 tenien una cambra, 27 en tenien dues, 49 en tenien tres, 102 en tenien quatre i 112 en tenien cinc o més. 228 habitatges disposaven pel capbaix d'una plaça de pàrquing. A 146 habitatges hi havia un automòbil i a 118 n'hi havia dos o més.

### Piràmide de població
La piràmide de població per edats i sexe el 2009 era:
| Homes | Edats   | Dones |
| ----- | ------- | ----- |
| 0     | 95 o +  | 0     |
| 0     | 90 a 94 | 0     |
| 4     | 85 a 89 | 12    |
| 8     | 80 a 84 | 12    |
| 28    | 75 a 79 | 28    |
| 20    | 70 a 74 | 28    |
| 16    | 65 a 69 | 40    |
| 24    | 60 a 64 | 12    |
| 16    | 55 a 59 | 16    |
| 24    | 50 a 54 | 20    |
| 44    | 45 a 49 | 24    |
| 24    | 40 a 44 | 40    |
| 24    | 35 a 39 | 32    |
| 24    | 30 a 34 | 16    |
| 16    | 25 a 29 | 4     |
| 16    | 20 a 24 | 8     |
| 36    | 15 a 19 | 8     |
| 12    | 10 a 14 | 16    |
| 20    | 5 a 9   | 20    |
| 4     | 0 a 4   | 12    |

## Economia
El 2007 la població en edat de treballar era de 387 persones, 292 eren actives i 95 eren inactives. De les 292 persones actives 275 estaven ocupades (148 homes i 127 dones) i 17 estaven aturades (6 homes i 11 dones). De les 95 persones inactives 39 estaven jubilades, 18 estaven estudiant i 38 estaven classificades com a «altres inactius».

### Ingressos
El 2009 a Château-Chinon (Campagne) hi havia 292 unitats fiscals que integraven 635 persones, la mediana anual d'ingressos fiscals per persona era de 18.283 €.

### Activitats econòmiques
Dels 22 establiments que hi havia el 2007, 2 eren d'empreses extractives, 1 d'una empresa de fabricació d'altres productes industrials, 8 d'empreses de construcció, 4 d'empreses de comerç i reparació d'automòbils, 1 d'una empresa de transport, 2 d'empreses d'hostatgeria i restauració, 1 d'una empresa financera, 1 d'una empresa immobiliària i 2 d'empreses classificades com a «altres activitats de serveis».
Dels 11 establiments de servei als particulars que hi havia el 2009, 2 eren tallers de reparació d'automòbils i de material agrícola, 1 paleta, 1 guixaire pintor, 1 fusteria, 4 lampisteries, 1 perruqueria i 1 restaurant.
L'any 2000 a Château-Chinon (Campagne) hi havia 22 explotacions agrícoles que ocupaven un total de 1.424 hectàrees.

## Poblacions més properes
El següent diagrama mostra les poblacions més properes.